# Knocking (film)
Knocking – amerykański film dokumentalny z 2006 roku w reżyserii Joela P. Engardio i Toma Sheparda, który koncentruje się na wolnościach obywatelskich, wywalczonych przez Świadków Jehowy.
Film składa się z trzech opowiadań o Świadkach Jehowy, ich życiu i zasadach przez nich wyznawanych, o których przestrzeganie walczyli, które miały wielki, korzystny wpływ na zwiększenie praw obywatelskich całego społeczeństwa: 1. odmowa uczestnictwa w wojnie (neutralność/odmowa odbycia służby wojskowej i idącej za nią konieczności, potencjalnej możliwości zabijania bliźnich), 2. prawo do odmowy przyjęcia transfuzji krwi (prawo pacjenta co do wyboru sposobu leczenia), 3. prawo do odmowy (oddawanie czci) pozdrawiania sztandaru.
Knocking zdobył nagrodę jury za najlepszy film dokumentalny w Stanach Zjednoczonych w 2006 roku na Festiwalu Filmowym w Dallas i nagrodę publiczności dla najlepszego filmu dokumentalnego w 2006 na Indianapolis International Film Festival. Brał udział również w festiwalach filmowych w Trenton, New Jersey; Flint, Cleveland, Ohio; Reno; East Lansing.
Knocking, wyświetlany był po raz pierwszy w telewizji PBS w serii Independent Lens 22 maja 2007 w większości stacji PBS oraz w sieci ITVS. Film jest dostępny także na DVD.

## Główne postacie
- Lillian Gobitas. Jako dziewczyna w Pensylwanii, podobnie jak tysiące innych dzieci Świadków Jehowy ze względu na swoje przekonania religijne, odmówiła pozdrawiania flagi Stanów Zjednoczonych, co doprowadziło do usunięcia jej i innych dzieci Świadków Jehowy ze szkół bez prawa powrotu. Sąd Najwyższy Stanów Zjednoczonych wydał kluczowe, korzystne dla Świadków Jehowy orzeczenie w sprawie wolności wyznania[1].
- Joseph Kempler. Był Żydem z Krakowa. Jako nastolatek, w czasie II wojny światowej, przeżył pobyt w kilku hitlerowskich obozach koncentracyjnych. Poznał i obserwował uwięzionych tam Świadków Jehowy. Widział ich neutralność i solidarność. Po wojnie zamieszkał w Stanach Zjednoczonych. Dopiero kilka lat później został Świadkiem Jehowy. Współcześnie zabrał swoje dzieci (córkę judaistkę z pierwszego małżeństwa z nastoletnim synem jego wnukiem) i dwóch synów Świadków Jehowy z drugiego małżeństwa) na wycieczkę do Europy, aby mogły zobaczyć jego rodzinny kraj m.in. krakowski Kazimierz i zwiedzić były obóz zagłady Auschwitz-Birkenau w Oświęcimiu. Pobyt w hitlerowskich obozach koncentracyjnych i poznanie tam Świadków Jehowy miały decydujący wpływ na całe jego dalsze życie.

- Seth Thomas. 23-letni Świadek Jehowy, który pomimo ryzyka medycznego, związanego z operacją przeszczepu wątroby (transplantacja była niezbędna aby żył) nie wyrażał zgody na transfuzję krwi. Choć początkowo odmówiono mu dokonania operacji na takich warunkach przez Baylor University Medical Center w Teksasie to lekarze z University of Southern California University Hospital w Los Angeles zgodzili się dokonać takiej operacji, wierząc, że leczenie go przez tzw. bezkrwawą operację (bez przetaczania krwi) jest możliwe do przeprowadzenia i bardzo ważne dla pacjenta (uwzględnienie prawa pacjenta do wyboru metody leczenia).

## Materiał dodatkowy
W poszczególnych częściach filmu znajduje się szereg wypowiedzi na temat różnych zagadnień związanych ze Świadkami Jehowy. Wypowiadają się w nim na temat różnych zagadnień: prawnicy, lekarze, historycy i starsi zboru Świadków Jehowy, ale także np. członkowie rodzin, niebędący Świadkami Jehowy czy duchowni (rabin). Tymi tematami są: Świadkowie Jehowy, historia ich batalii sądowych, opis ich postawy w czasach hitleryzmu i Holocaustu, sprawy wewnętrzne, związane z ich organizacją religijną.

## Nagrody na Festiwalach Filmowych
Knocking zdobył:
- Best Documentary, Jury Award, 2006 USA Film Festival (Dallas) Best Documentary, (Nagroda Jury, USA 2006 Film Festival (Dallas));
- Best Documentary, Jury Award, 2006 Trenton Film Festival (New Jersey) Best Documentary, (Nagroda Jury, Festiwal Filmowy 2006 Trenton);
- Best Documentary, Audience Award, 2006 Indianapolis International Film Festival (Najlepsze film dokumentalny, nagroda publiczności, 2006 Indianapolis International Film Festival);
- Best First Film, Jury Award, 2006 Long Island International Film Expo (New York) Best First Film, (Nagrodę Jury, 2006 Long Island International Film Expo (Nowy Jork));
- Official Selection, 2006 Cleveland International Film Festival Official Selection;
- Best First Film, 2006 Long Island International Film Expo;
- Official Selection, 2006 Cleveland International Film Festival;
- Official Selection, 2006 East Lansing Film Festival (Michigan);
- Official Selection, 2006 Flint Film Festival (Michigan);
- Official Selection, 2006 Rome International Film Festival (Georgia);
- Official Selection, 2006 Bluegrass Independent Film Festival (Kentucky);
- Official Selection, 2006 Queens International Film Festival (New York);
- Official Selection, 2007 AFI/Dallas International Film Festival;
- Official Selection, 2007 Sarasota International Film Festival (Florida).

## Inne wyróżnienia
- University of Nevada-Reno/Truckee Meadows Community College, luty 2006
- Michigan State University, marzec 2006
- Temple Theater Saginaw, Michigan, sierpień 2006
- University of Colorado-Boulder, październik 2006
- San Francisco State University, październik 2006
- Utah State Prison, styczeń 2007
- San Francisco State University, luty 2007
- Los Angeles Museum of the Holocaust, luty 2007
- American Civil Liberties Union national staff conference, St. Louis, kwiecień 2007
- Boise State University (Idaho), kwiecień 2007
- Idaho State University, kwiecień 2007
- Anadolu University (Eskisehir, Turkey), maj 2007
- Mobile Public Library (Alabama), maj 2007
- Equality Alabama Education Center, maj 2007
- Arizona Interfaith Movement Offices (Phoenix), maj 2007
- Pacific Design Center (Los Angeles), maj 2007
- Oakland Museum of California, maj 2007
- San Diego Central Library, maj 2007
- San Francisco Public Library, maj 2007
- Starz Film Center (Denver, CO), maj 2007
- Busboys and Poets (Washington, DC), maj 2007
- Miami Beach Cinematheque, maj 2007
- Athens-Clarke County Library (Georgia), maj 2007
- Decatur Library (Atlanta), maj 2007
- Facets Cinematheque (Chicago), maj 2007
- Ashe Cultural Arts Center (New Orleans), maj 2007
- Democracy Center at Harvard Square (Boston), maj 2007
- Urban Institute for Contemporary Arts (Grand Rapids, MI), maj 2007
- Missouri History Museum (St. Louis), maj 2007
- Henry St. John Building (Ithaca, NY), maj 2007
- The National Constitution Center (Philadelphia), maj 2007
- Point Park University (Pittsburgh, PA), maj 2007
- Charleston County Public Library (South Carolina), maj 2007
- Northwest Film Forum (Seattle), maj 2007
- John Michael Kohler Arts Center (Sheboygan, WI), maj 2007